# Hemiceras ovalis
Hemiceras ovalis är en fjärilsart som beskrevs av William Schaus 1901. Hemiceras ovalis ingår i släktet Hemiceras och familjen tandspinnare. Inga underarter finns listade i Catalogue of Life.